# Stordal
Stordal è un ex comune norvegese della contea di Møre og Romsdal. Dal 1º gennaio 2020 fa parte del neo-istituito comune di Fjord.